# Cosmosoma plagiata
Cosmosoma plagiata là một loài bướm đêm thuộc phân họ Arctiinae, họ Erebidae.